# Ali Kasun
Ali Kasun (tiếng Ả Rập: علي كاسون) là một ngôi làng Syria nằm ở phó huyện Salamiyah thuộc huyện Salamiyah, Hama. Theo Cục Thống kê Trung ương Syria (CBS), Ali Kasun có dân số 1336 trong cuộc điều tra dân số năm 2004.